# Skidvalla

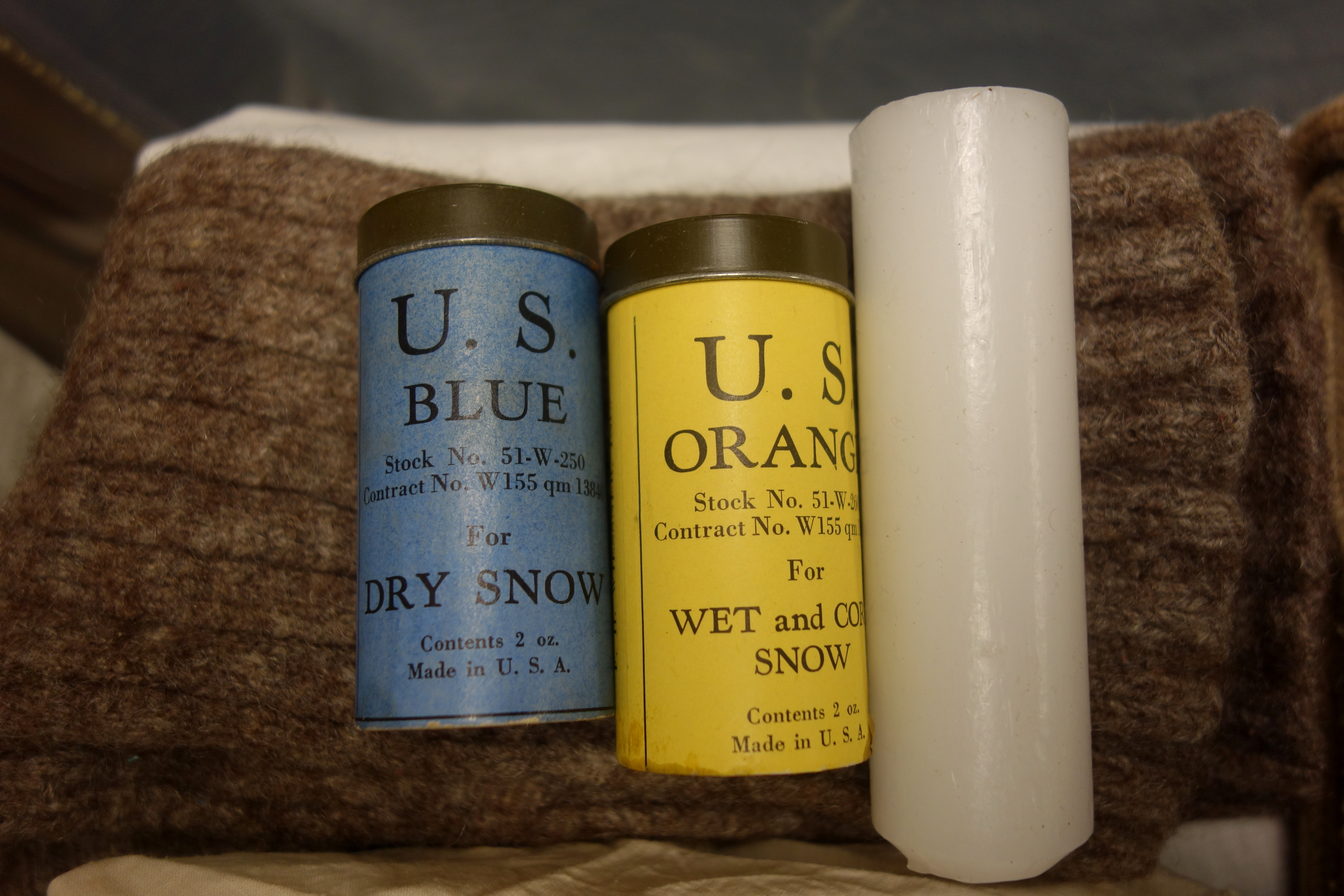
Olika typer av skidvalla.

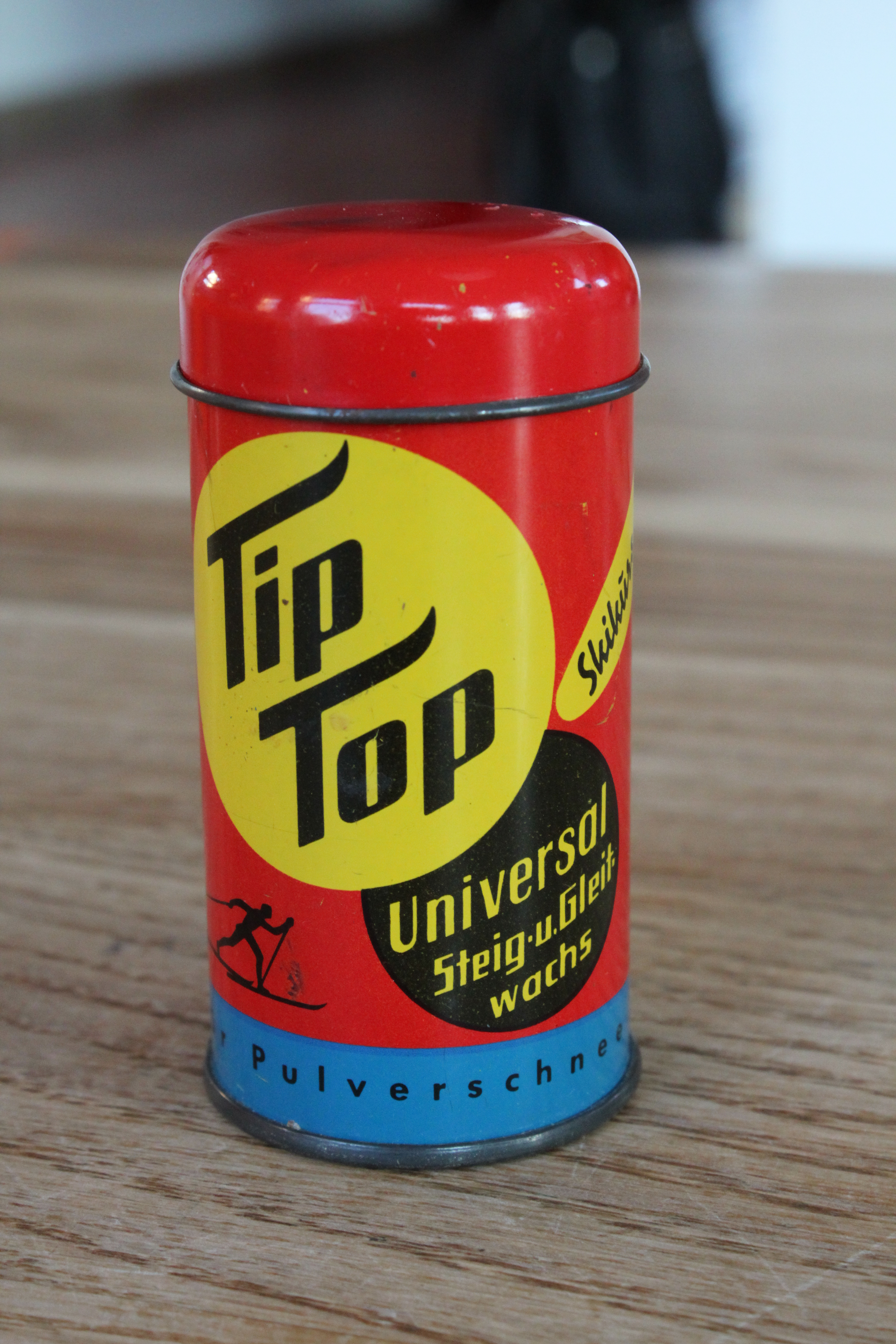
TipTop, klassisk tysk universalvalla.

Skidvalla, även valla, är en typ av klister som påföres en skidas undersida för att ge ökat fäste eller glid. Innan specialtillverkade vallor kom användes ofta beck eller tjära. Det finns olika sorters valla, beroende på snötyp, temperatur med mera.

## Historik
Ett tidigt skriftligt omnämnande av en skidvallsliknande produkt finns i skriften Argentoratensis Lapponiae från 1673. Författaren Johannes Scheffer skriver här att man bör lägga på ett lager beck eller harts under skidorna. 
Då man i slutet av 1860-talet började tävla i backhoppning ökade behovet av bra glid och följaktligen även behovet av bra vallor. Många olika produkter testades, bland annat kåda, linolja och vaselin. 
1942 inledde företaget Astra forskning kring skidvalla. Man anställde skidåkaren Martin Matsbo som fick undersöka de olika provprodukterna. De dittills använda tjärbaserade vallorna konkurrerades nu ut av syntetiska produkter och 1946 lanserade Astra vallmärket Swix. Vallan tillverkades i tre olika färger beroende på vilken temperatur som rådde. Produkterna mottogs med skepsis, men efter Sveriges framgångar vid vinter-OS i St. Moritz 1948 blev skidvallorna mycket efterfrågade. 
Blå Extra är en universalvalla för längdskidåkning. Den lämpar sig bäst för temperaturer mellan –3 °C och –10 °C, även om många motionärer använder den i alla förhållanden förutom klisterföre.

## Galleri

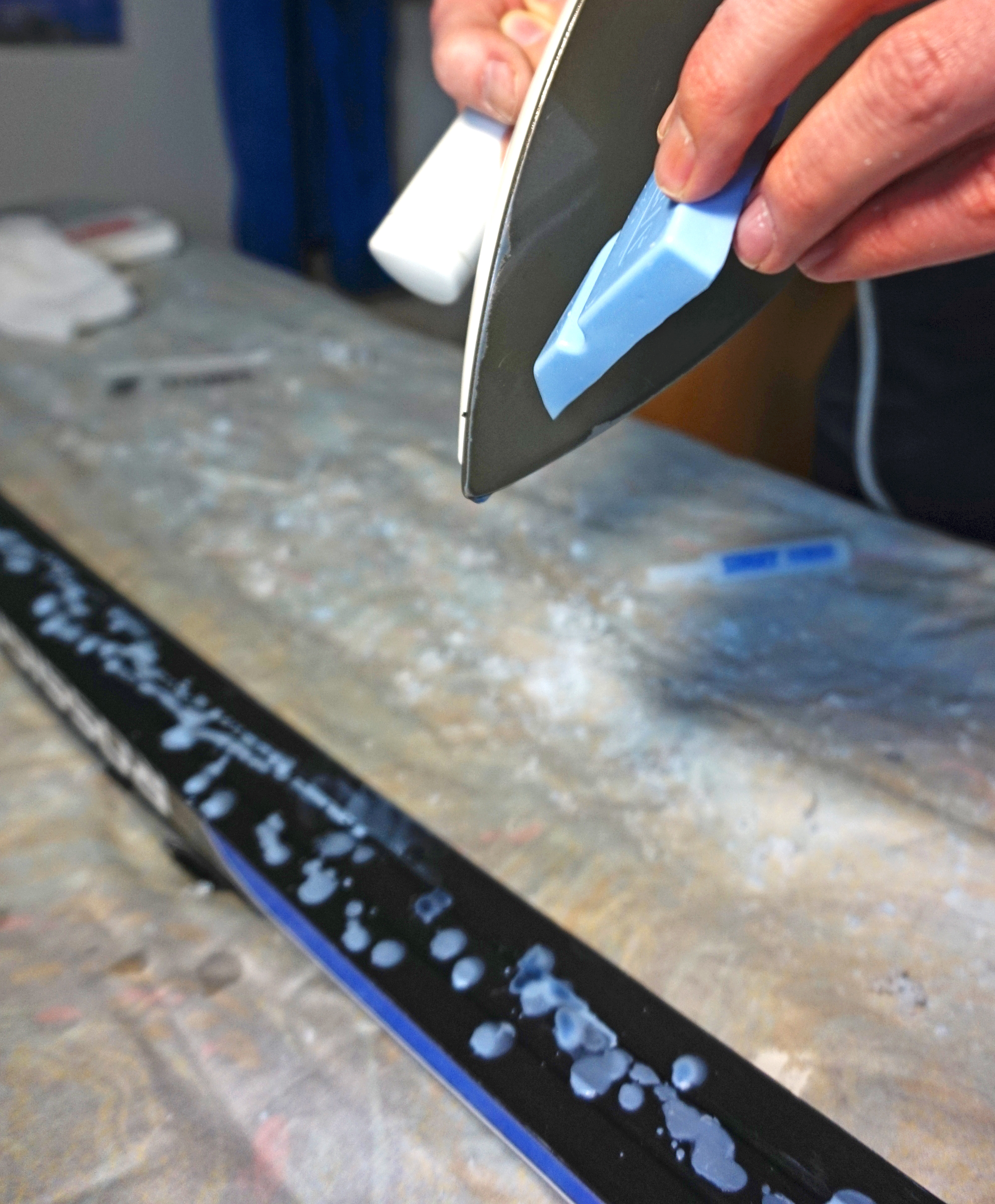
Smältning av vax.
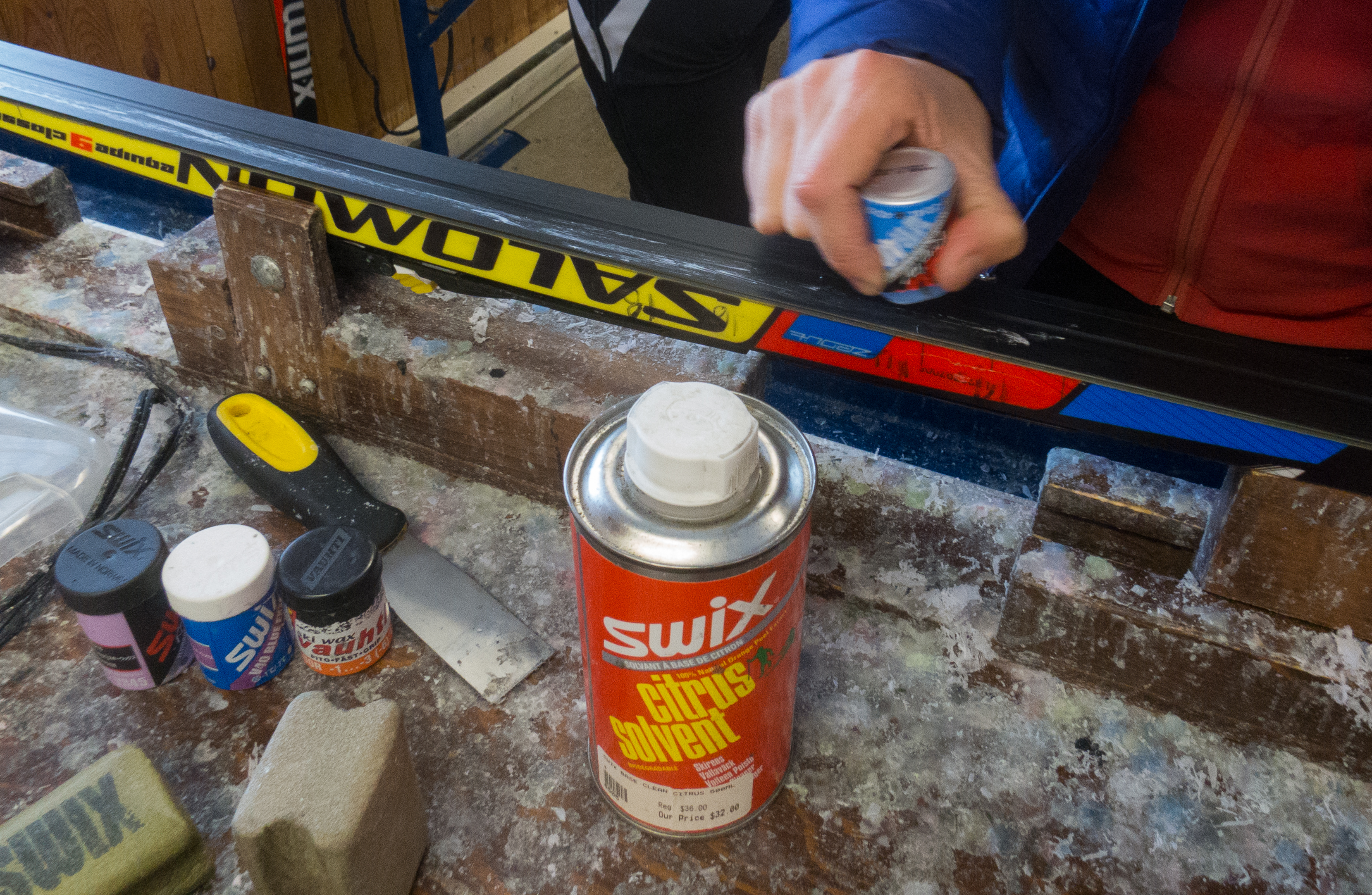
Applicering av fästvax
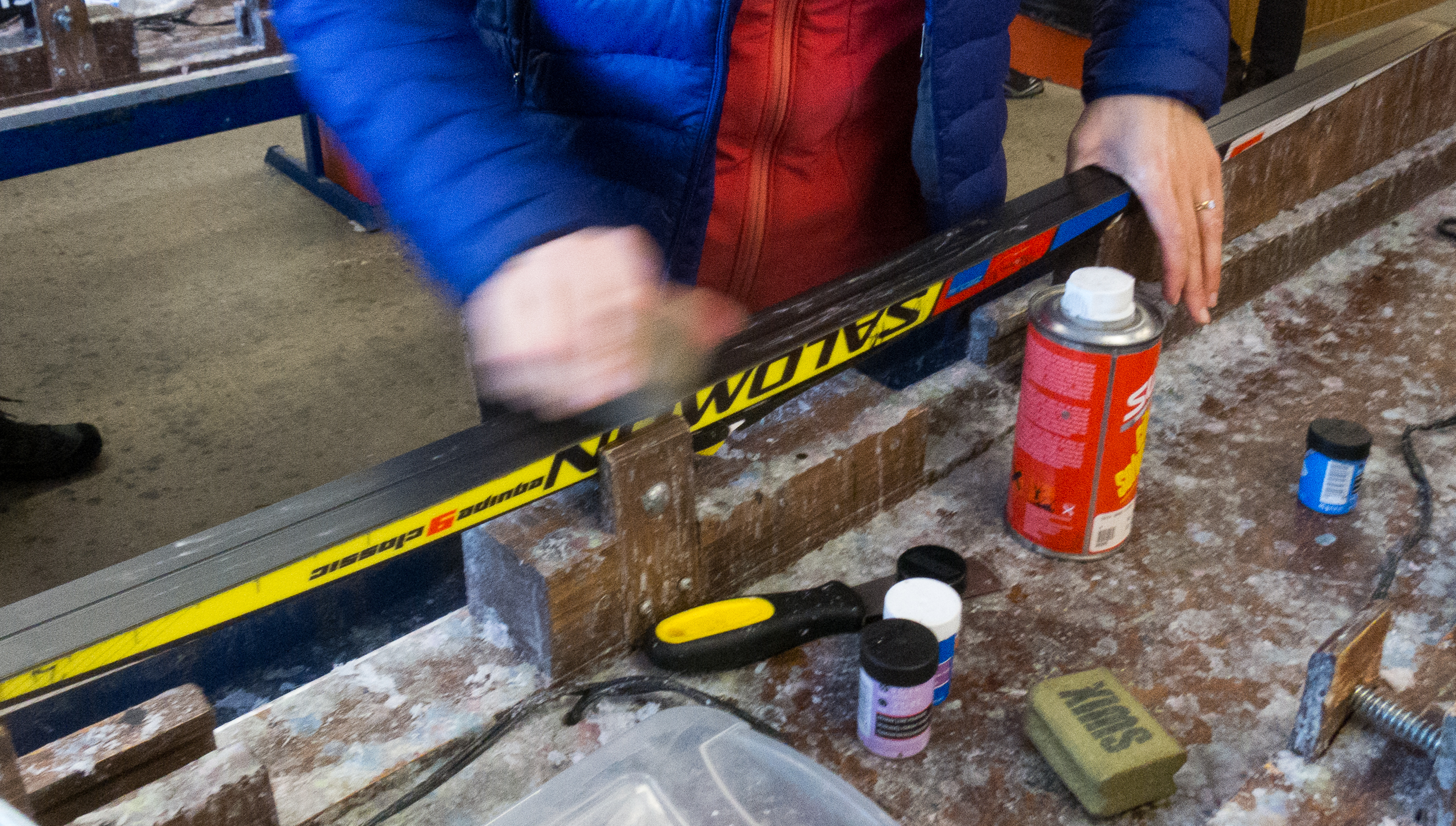
Planing av vaxet.
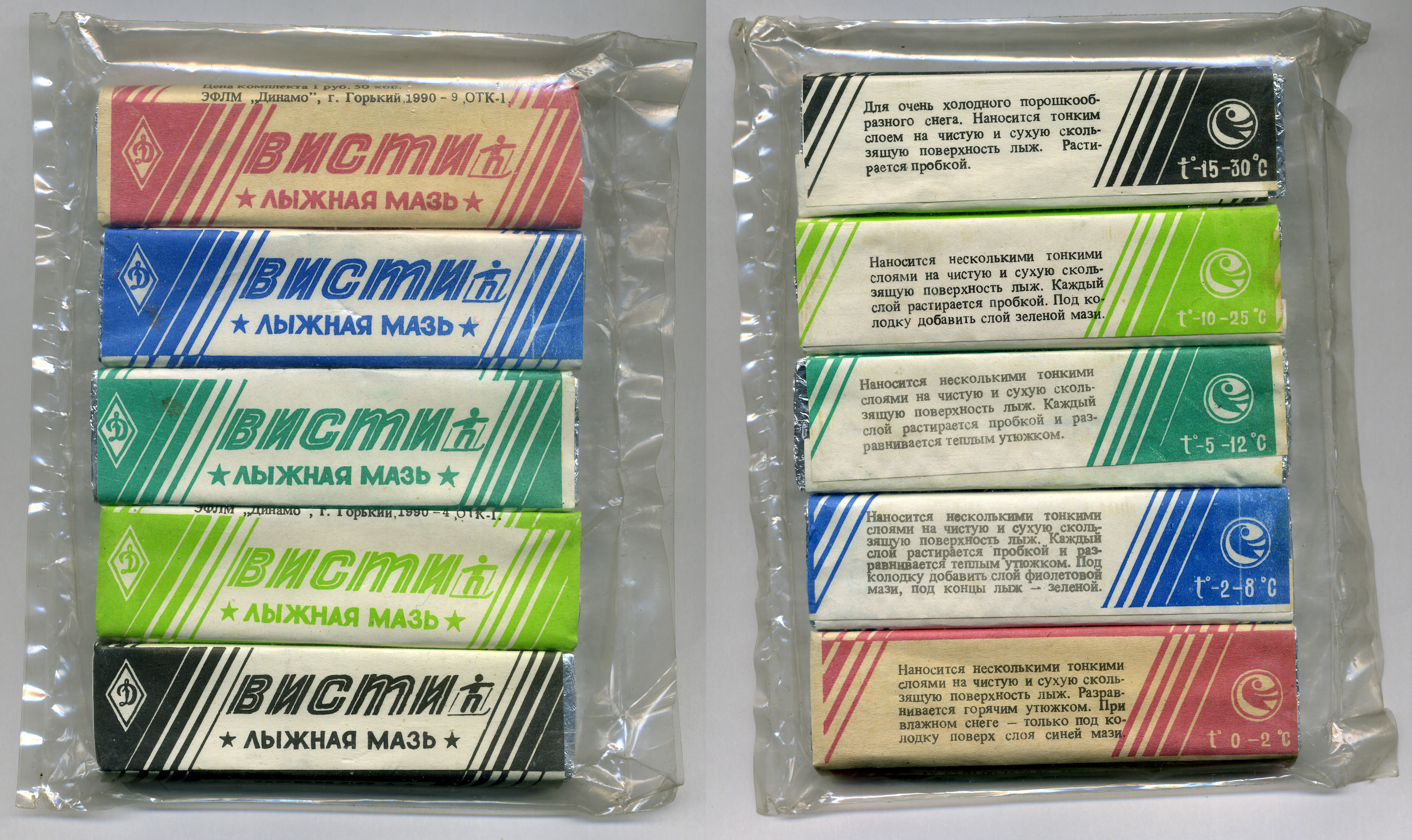
Visti, rysk valla för olika temperaturer.

## Ingredienser
Skidvalla består bland annat av:
- paraffin
- olika typer av vax
- högfluorvalla innehåller mikropulver av PTFE (Polytetrafluoreten)
- harts (endast i klistervalla)

## Tillverkare (urval)
- Red Creek
- Rex
- Rode
- Skigo
- Start
- Swix
- Toko (ägs sedan 2010 av Swix)[2]

## Medicinska risker
Skidvallor kan innehålla giftiga kemikalier, inklusive fluorämnen. Nivåer av perfluorerade karboxylater, speciellt perfluoroktansyra, ökar dramatiskt hos vallare under skidsäsongen. Miljögifter i vallorna ger upphov till irritation i ögon och luftrör. De kan också leda till ett influensalikt tillstånd, som av vallare kallas för fluorfeber. Den som drabbas får ont i kroppen, feber och huvudvärk. Symtom går över efter någon dag. Personer som arbetar som yrkesvallare kan ha upp till 300 gånger högre halter fluorämnen i blodet än den svenska befolkningen i genomsnitt. Det kan i förlängningen leda till olika typer av cancer, leverskador och andra komplikationer.
Internationella Skidförbundet och Svenska Skidförbundet har därför år 2019 fattat ett beslut att från och med säsongen 2023/2024 förbjuda skidvalla som innehåller per- och polyfluorerade alkylsubstanser (PFAS) i alla lopp som de sanktionerar, vilket även innefattar alla de lopp som ingår i Vasaloppet.